# Sophie Dion
 (février 2011).
Si vous disposez d'ouvrages ou d'articles de référence ou si vous connaissez des sites web de qualité traitant du thème abordé ici, merci de compléter l'article en donnant les références utiles à sa vérifiabilité et en les liant à la section « Notes et références ».
Sophie Dion, née le 25 mars 1956 à Dijon (Côte-d'Or), est une femme politique française membre du parti Les Républicains.
De 2012 à 2017, elle est députée de la 6e circonscription de la Haute-Savoie. Elle est juriste de formation, et est juge au Tribunal arbitral du sport (TAS).

## Biographie

### Jeunesse
Aînée d'une famille de trois enfants, Sophie Dion est élevée dans l'hôtel familial à Morzine. 
Sophie Dion fait ses études à l’école municipale de Morzine, au collège de Saint-Jean-d'Aulps puis au lycée de la Versoie de Thonon-les-Bains. 
Parallèlement à la rédaction de sa thèse en droit, Sophie Dion passe son diplôme de monitrice de ski (1er degré).

### Carrière d'universitaire en droit et avocat
Après son baccalauréat, Sophie Dion entre à l'université de Dijon pour étudier le droit.
Lauréate de la faculté en 3e année, grâce notamment à un mémoire portant sur « les objectifs de la responsabilité civile », elle sort major du concours d’avocat en 1983.
En 1989, elle obtient un doctorat en droit après la publication d’une thèse portant sur « le fait de grève ».
Sophie Dion devient maître de conférences en droit civil et en droit du travail à la faculté de Dijon. Elle s’occupe alors de la formation des avocats au sein de l’École régionale de Dijon, et collabore à plusieurs revues universitaires. 
En 1998, elle est nommée pour quatre ans au sein du Conseil national des universités (CNU).
En 2000, elle rejoint, les chaires de l’université de Paris-I pour y enseigner le droit civil et le droit du travail.

#### Avocat chezGide, Loyrette, Nouelet juge au Tribunal arbitral du sport (TAS)
Sophie Dion entre au cabinet d’avocat d’affaire international Gide Loyrette Nouel en 2000. Spécialiste en droit du travail et droit du sport, son premier dossier porte sur l’application de la réforme des 35 heures pour les joueurs du PSG. En 2006, elle prend la direction de l’équipe « Droit du Sport » du cabinet.
Elle a notamment été l’avocate de Xavier Fournier lors de l'affaire Régine Cavagnoud, des « Brioches La Boulangère », et de l’Union des clubs professionnels de football (UCPF).
Sophie Dion est nommée juge au Tribunal arbitral du sport(TAS) par le Comité international olympique (CIO) en 2010.

#### Fondatrice et directrice du diplôme de droit du sport à Paris-I
En 2005, Sophie Dion décide de créer un diplôme universitaire de droit du sport à la faculté de Paris I – La Sorbonne , afin que les sportifs de haut niveau français évoluent dans un cadre juridique plus clair et protégeant leurs intérêts. De grands noms du sport français comme la sprinteuse Christine Arron ou encore le boxeur Brahim Asloum ont suivi cette formation et ont obtenu leur diplôme. Sophie Dion a créé et dirige aussi depuis 2011 un master 2 de droit du sport , à l'université de Paris I.

### Carrière politique

#### Conseillère chargée des sports auprès du président de la République
Nommée conseillère technique chargée des sports auprès du président de la République française Nicolas Sarkozy en juin 2007, Sophie Dion devient conseillère chargée des sports en mars 2011. 
Elle a notamment travaillé sur différents dossiers sportifs, tels que les Championnats du monde de ski en 2009 à Val d’Isère, les Jeux équestres mondiaux de 2014, l’Euro 2016 de football, ou encore la Ryder Cup 2018.
En juin 2019, Sophie Dion est placée en garde à vue dans le cadre d'une enquête « visant des faits présumés de corruption active et passive de personne n’exerçant pas de fonction publique »

#### Maire-adjoint de Morzine et conseillère régionale à la région Rhône-Alpes
Élue conseillère municipale de Morzine en 2004, Sophie Dion a contribué à la réalisation de nombreux projets locaux, dont le plus récent est la création d’une piscine couverte à Morzine.
Élue conseillère régionale UMP en mars 2010, elle a siégé au sein des commissions « Sport et Jeunesse » et « Tourisme et Montagne », à la région Rhône-Alpes. Conformément à ses engagements, elle a démissionné en juillet 2012 pour se consacrer pleinement à son nouveau mandat de député. 

#### Députée de la Haute-Savoie
En février 2012, Sophie Dion se déclare candidate aux élections législatives du 10 et 17 juin 2012, sur la  6e circonscription de Haute-Savoie puis est officiellement investie par l'UMP sur cette circonscription, nouvelle circonscription issue du redécoupage territorial. Elle se place deuxième du premier tour derrière la candidate de l'union de la gauche Marie-France Marcos, avant de remporter la circonscription au second tour le 17 juin avec plus de 57 % des suffrages. Candidate à sa réélection en 2017, elle échoue au second tour face à Xavier Roseren.
Le 12 décembre 2014, Nicolas Sarkozy, élu président de l'UMP, la nomme secrétaire nationale de l'UMP à l'aménagement du territoire et à la montagne.
Elle soutient Nicolas Sarkozy pour la primaire présidentielle des Républicains de 2016. Dans le cadre de sa campagne, elle est nommée avec plusieurs personnalités conseillère politique.
En juin 2022, elle se présente aux élections législatives dans la 5e circonscription de la Haute-Savoie et recueille 11,67 % des voix exprimées au premier tour (4e position).